# Listă de filme rusești
Aceasta este o listă de filme rusești.  Rusia încă de la începuturi a produs filme (la sfârșitul anilor 1890), Cinematografia rusă este marcată de trei regimuri politice diferite: cinematografia Imperiului Rus (1908–1917), cinematografia sovietică (1917–1991) și cinematografia Federației Ruse (1991-prezent). 

## Federația Rusă(1992–prezent)

### 1992
- An Independent Life
- The Chekist
- Encore, Once More Encore!
- Luna Park
- Weather Is Good on Deribasovskaya, It Rains Again on Brighton Beach

### 1993
- Dyuba-Dyuba
- Drumroll
- Serye volki (Set in 1964)

### 1994
- Assia and the Hen with the Golden Eggs
- Soare înșelător
- The Castle
- The Master and Margarita
- Peshavar Waltz
- Three Sisters

### 1995
- Music for December
- Peculiarities of National Hunt
- Shirli-Myrli
- What a Wonderful Game
- American Daughter
- A Moslem

### 1996
- Carnival Night 2
- Operation Happy New Year
- Prisoner of the Mountains

### 1997
- Brother
- Dandelion Wine
- The Thief

### 1998
- The Barber of Siberia
- Happy Birthday
- Khrustalyov, My Car!
- The Magic Pipe
- Mama Don't Cry
- Of Freaks and Men
- Okraina
- Peculiarities of National Fishing

### 1999
- Boris Godunov
- East/West
- Luna Papa
- Moloch
- The Old Man and the Sea

### Anii 2000
Începând cu anii 2000, în Federația Rusă a avut loc o creștere semnificativă a numărului de filme produse anual.
- Soare înșelător 2 (2010)
- Listă de filme rusești din 2000
- Listă de filme rusești din 2001
- Listă de filme rusești din 2002
- Listă de filme rusești din 2003
- Listă de filme rusești din 2004
- Listă de filme rusești din 2005
- Listă de filme rusești din 2006
- Listă de filme rusești din 2007
- Listă de filme rusești din 2008
- Listă de filme rusești din 2009

### Anii 2010
- Listă de filme rusești din 2010
- Listă de filme rusești din 2011
- Listă de filme rusești din 2012
- Listă de filme rusești din 2013
- Listă de filme rusești din 2014
- Listă de filme rusești din 2015
- Listă de filme rusești din 2016
- Listă de filme rusești din 2017
- Listă de filme rusești din 2018
- Listă de filme rusești din 2019

## Legături externe
- Russian Film Hub

## Vezi și
- Listă de filme sovietice